# Американское общество художников-миниатюристов
Американское общество художников-миниатюристов (англ. American Society of Miniature Painters, сокр. ASMP) — ассоциация американских художников-миниатюристов, организованная в марте 1899 года.
Организаторами общества стали десять художников США, работавших преимущественно в миниатюрной живописи — Элис Бекингтон, Вирджиния Рейнольдс, Лидия Эммет, Isaac A. Josephi, William Jacob Baer, Люсия Фэйрчайлд Фуллер, Лаура Хиллс, John A. McDougall, Theodora W. Thayer и William J. Whittemore.
Члены общества регулярно выставлялись до 1930 года, затем — эпизодически в Grand Central Art Galleries. В 1950 году юбилей организации был отмечен на специальной выставке, спонсором которой выступили нью-йоркские Метрополитен-музей и Смитсоновский музей американского искусства. На экспозиции были представлены 248 работ 150 художников.
В настоящее время в США существуют организации Miniature Artists of America (MAA) и Association of Miniature Artists (AMA).